# Comité Paralímpico de las Américas
Comité Paralímpico de las Américas (acrónimo: AmPC; en inglés: Americas Paralympic Committee) es una organización internacional, que representa a los actuales 29 Comités Paralímpicos Nacionales de los de América del Norte, Centroamérica, Caribe y América del Sur. Está afiliada con el Comité Paralímpico Internacional y sus órganos afiliados.
APC es el organismo que organiza y supervisa los Juegos Parapanamericanos que se celebran cada cuatro años en el año antes de los Juegos Paralímpicos de Verano. El presidente actual es el Colombiano Julio César Ávila.

## Historia
El primer presidente del Comité Paralímpico de las Américas fue el Señor José Luis Campo, de Argentina, y su mandato duro hasta 2005, cuando el Señor Andrew Parsons de Brasil fue elegido. En el 2009 lo reemplaza el Sr. Octavio Londoño de Colombia, hasta el 2013. Hoy, el señor José Luis Campo, es el presidente del APC por segunda vez. El Comité Paralímpico de las Américas (APC) surgió en agosto de 1997, cuando Xavier González y Carol Mushett convocaron una reunión de las regiones de América en Atlanta, Estados Unidos, con el objetivo de crear la Región de las Américas, que aún no existía. Desde esta reunión, la Región de las Américas sigue creciendo continuamente con claros propósitos y objetivos a alcanzar. Se logró alcanzar muchos en un corto periodo de tiempo.
Comités Paralímpicos Nacionales de la región de las Américas: Antigua y Barbuda, Argentina,Aruba, Barbados, Bermudas, Brasil, Canadá, Chile, Colombia, Costa Rica, Cuba, Ecuador, El Salvador, Guatemala, Haití, Honduras, Jamaica, México, Nicaragua, Panamá,Paraguay,Perú, Puerto Rico, República Dominicana, Suriname, Trinidad y Tobago, Uruguay, Estados Unidos, Venezuela, Islas Vírgenes de Estados Unidos.

## Países miembros
En la tabla siguiente, los comités paralímpicos nacionales con el año en que fueron reconocidos por el Comité Paralímpico Internacional (IPC).
| Año  | País                 | Comité Paralímpico Nacional                  |
| ---- | -------------------- | -------------------------------------------- |
|      | Antigua y Barbuda    | Comité Paralímpico de Antigua y Barbuda      |
|      | Aruba                | Comité Paralímpico de Aruba                  |
|      | Argentina            | Comité Paralímpico Argentino                 |
|      | Barbados             | Asociación Paralímpica de Barbados           |
|      | Bermudas             | Asociación Paralímpica de Bermudas           |
| 1958 | Brasil               | Comité Paralímpico Brasileño                 |
|      | Canadá               | Comité Paralímpico Canadiense                |
| 1992 | Chile                | Comité Paralímpico de Chile                  |
| 2001 | Colombia             | Comité Paralímpico Colombiano                |
| 2004 | Costa Rica           | Comité Paralímpico de Costa Rica             |
|      | Cuba                 | Comité Paralímpico Cubano                    |
| 1983 | República Dominicana | Comité Paralímpico Dominicano                |
| 2012 | Ecuador              | Comité Paralímpico Ecuatoriano               |
| 1984 | El Salvador          | Comité Paralímpico de El Salvador            |
|      | Guatemala            | Comité Paralímpico Guatemalteco              |
|      | Haití                | Comité Paralímpico Nacional de Haití         |
|      | Honduras             | Comité Paralímpico Hondureño                 |
|      | Jamaica              | Asociación Paralímpica de Jamaica            |
| 2004 | México               | Comité Paralímpico Mexicano                  |
| 2000 | Nicaragua            | Comité Paralímpico Nicaragüense              |
|      | Panamá               | Comité Paralímpico de Panamá                 |
|      | Perú                 | Asociación Nacional Paralímpica del Perú     |
| 1998 | Puerto Rico          | Comité Paralímpico de Puerto Rico            |
|      | Surinam              | Comité Paralímpico Nacional de Surinam       |
| 2009 | Trinidad y Tobago    | Comité Paralímpico de Trinidad y Tobago      |
| 2001 | Estados Unidos       | Comité Olímpico y Paralímpico Estadounidense |
|      | Uruguay              | Comité Paralímpico Uruguayo                  |
|      | Venezuela            | Comité Paralímpico Venezolano                |